# Campeonato Mundial de Esgrima de 2006
O Campeonato Mundial de Esgrima de 2006 foi a 68ª edição do torneio organizado pela Federação Internacional de Esgrima (FIE) entre os dias 29 de setembro a 7 de outubro de 2006. O evento foi realizado em Turim, Itália. 

## Resultados
Os resultados foram os seguintes. 
Masculino
| Evento             | Ouro                                                                           | Prata                                                                                 | Bronze                                                                               |
| Espada individual  | China · Wang Lei                                                               | Portugal · Joaquim Videira                                                            | Canadá · Igor Tikhomirov                                                             |
| Espada individual  | China · Wang Lei                                                               | Portugal · Joaquim Videira                                                            | Estónia · Sven Järve                                                                 |
| Espada por equipe  | França · Érik Boisse · Gauthier Grumier · Fabrice Jeannet · Ulrich Robeiri     | Espanha · José Luis Abajo · Ignacio Canto · Juan Castañeda · Eduardo Sepulveda Puerto | Ucrânia · Dmytro Chumak · Dmytro Karyuchenko · Maksym Khvorost · Bohdan Nikishyn     |
| Florete individual | Alemanha · Peter Joppich                                                       | Itália · Andrea Baldini                                                               | Itália · Stefano Barrera                                                             |
| Florete individual | Alemanha · Peter Joppich                                                       | Itália · Andrea Baldini                                                               | China · Lei Sheng                                                                    |
| Florete por equipe | França · Loïc Attely · Nicolas Beaudan · Erwann Le Péchoux · Marcel Marcilloux | Alemanha · Dominik Behr · Richard Breutner · Peter Joppich · Benjamin Kleibrink       | Itália · Andrea Baldini · Andrea Cassarà · Salvatore Sanzo · Simone Vanni            |
| Sabre individual   | Rússia · Stanislav Pozdnyakov                                                  | Hungria · Zsolt Nemcsik                                                               | Rússia · Aleksey Frosin                                                              |
| Sabre individual   | Rússia · Stanislav Pozdnyakov                                                  | Hungria · Zsolt Nemcsik                                                               | Coreia do Sul Won Woo-young                                                          |
| Sabre por equipe   | França · Vincent Anstett · Nicolas Lopez · Julien Pillet · Boris Sanson        | Ucrânia · Dmytro Boiko · Volodymyr Lukashenko · Oleh Shturbabin · Vladyslav Tretiak   | Rússia · Aleksey Frosin · Nikolay Kovalev · Stanislav Pozdnyakov · Aleksey Yakimenko |

Feminino
| Evento             | Ouro                                                                         | Prata                                                                                            | Bronze                                                                                   |
| Espada individual  | Hungria · Tímea Nagy                                                         | Estónia · Irina Embrich                                                                          | Hungria · Emese Szász                                                                    |
| Espada individual  | Hungria · Tímea Nagy                                                         | Estónia · Irina Embrich                                                                          | França · Laura Flessel-Colovic                                                           |
| Espada por equipe  | China · Li Na · Luo Xiaojuan · Zhang Li · Zhong Weiping                      | França · Marysa Baradji-Duchêne · Laura Flessel-Colovic · Hajnalka Kiraly Picot · Maureen Nisima | Alemanha · Claudia Bokel · Imke Duplitzer · Britta Heidemann · Marijana Markovic         |
| Florete individual | Itália · Margherita Granbassi                                                | Itália · Valentina Vezzali                                                                       | Hungria · Aida Mohamed                                                                   |
| Florete individual | Itália · Margherita Granbassi                                                | Itália · Valentina Vezzali                                                                       | Itália · Giovanna Trillini                                                               |
| Florete por equipe | Rússia · Svetlana Boyko · Aida Shanayeva · Julia Khakimova · Ianna Rouzavina | Itália · Elisa di Francisca · Margherita Granbassi · Giovanna Trillini · Valentina Vezzali       | Coreia do Sul Jeon Hee-sook Jung Gil-ok Nam Hyun-hee Seo Mi-jung                         |
| Sabre individual   | Estados Unidos · Rebecca Ward                                                | Estados Unidos · Mariel Zagunis                                                                  | Estados Unidos · Sada Jacobson                                                           |
| Sabre individual   | Estados Unidos · Rebecca Ward                                                | Estados Unidos · Mariel Zagunis                                                                  | Coreia do Sul Kim Hye-lim                                                                |
| Sabre por equipe   | França · Cécile Argiolas · Solenne Mary · Léonore Perrus · Anne-Lise Touya   | Estados Unidos · Sada Jacobson · Caitlin Thompson · Rebecca Ward · Mariel Zagunis                | Rússia · Yekaterina Dyachenko · Ekaterina Fedorkina · Yelena Nechayeva · Sofiya Velikaya |

## Quadro de medalhas
País sede
| Ordem | País           | Medalha de ouro | Medalha de prata | Medalha de bronze |    |
| ----- | -------------- | --------------- | ---------------- | ----------------- | -- |
| 1     | França         | 4               | 1                | 1                 | 6  |
| 2     | Rússia         | 2               |                  | 3                 | 5  |
| 3     | China          | 2               |                  | 1                 | 3  |
| 4     | Itália         | 1               | 3                | 3                 | 7  |
| 5     | Estados Unidos | 1               | 2                | 1                 | 4  |
| 6     | Hungria        | 1               | 1                | 2                 | 4  |
| 7     | Alemanha       | 1               | 1                | 1                 | 3  |
| 8     | Estónia        |                 | 1                | 1                 | 2  |
|       | Ucrânia        |                 | 1                | 1                 | 2  |
| 10    | Portugal       |                 | 1                |                   | 1  |
|       | Espanha        |                 | 1                |                   | 1  |
| 12    | Coreia do Sul  |                 |                  | 3                 | 3  |
| 13    | Canadá         |                 |                  | 1                 | 1  |
| TOTAL | TOTAL          | 12              | 12               | 18                | 42 |